# Nati nel 1970/Settembre
| Questa pagina contiene informazioni ricavate automaticamente dalle voci biografiche con l'ausilio del template Bio e di un bot. L'aggiornamento è periodico e automatico e ricostruisce completamente la pagina. Se manca una persona in questa lista, sei pregato di non aggiungerla, ma accertati piuttosto che la sua voce biografica contenga il template Bio e che i dati anagrafici siano correttamente compilati. Se il template Bio manca, inseriscilo tu stesso o, in alternativa, metti l'avviso {{tmp\|Bio}} che ne segnala la mancanza. Se i dati riportati sono sbagliati, correggi direttamente la voce biografica; le modifiche saranno visibili in questa lista entro pochi giorni. Per chiarimenti vedi il progetto biografie. La lista contiene solo le 346 persone che sono citate nell'enciclopedia e per le quali è stato implementato correttamente il template Bio. Pagina aggiornata al 10 lug 2025. |

- 1º settembre - David Calabria, ex giocatore di calcio a 5 e allenatore di calcio a 5 italiano
- 1º settembre - Stéphane Crucet, allenatore di calcio e ex calciatore francese
- 1º settembre - Gordan Firić, ex cestista e allenatore di pallacanestro bosniaco
- 1º settembre - Hwang Jung-min, attore sudcoreano
- 1º settembre - Padma Lakshmi, ex modella, attrice e conduttrice televisiva indiana
- 1º settembre - Barbara Paulus, ex tennista austriaca
- 1º settembre - Vanna, cantante croata
- 1º settembre - Hiroya Saitō, ex saltatore con gli sci giapponese
- 1º settembre - Goran Šaula, ex calciatore jugoslavo
- 1º settembre - Gaetano Vasari, ex calciatore italiano
- 2 settembre - Khalil Al Ghamdi, ex arbitro di calcio saudita
- 2 settembre - Jonas Axeldal, ex calciatore svedese
- 2 settembre - Chad Deering, ex calciatore statunitense
- 2 settembre - Antonella Ferrari, attrice italiana
- 2 settembre - Marzia Grossi, ex tennista italiana
- 2 settembre - Luigi Martinelli, ex calciatore italiano
- 2 settembre - Nacho Rodríguez, dirigente sportivo e ex cestista spagnolo
- 2 settembre - Gerd Schönfelder, ex sciatore alpino tedesco
- 2 settembre - Gerald Steinacher, storico austriaco
- 2 settembre - Gary Turner, kickboxer, lottatore e artista marziale misto inglese
- 3 settembre - Maria Bamford, attrice, doppiatrice e comica statunitense
- 3 settembre - David Bingham, allenatore di calcio e ex calciatore scozzese
- 3 settembre - Luis Falcon, informatico e medico spagnolo
- 3 settembre - Michael Kulikowski, storico statunitense
- 3 settembre - George Lynch, ex cestista, allenatore di pallacanestro e dirigente sportivo statunitense
- 3 settembre - Neritan Novi, allenatore di calcio e ex calciatore albanese
- 3 settembre - Stanislav Smirnov, matematico russo
- 3 settembre - Gareth Southgate, allenatore di calcio e ex calciatore inglese
- 3 settembre - Tom Stiansen, conduttore televisivo e ex sciatore alpino norvegese
- 3 settembre - Niclas Svensson, ex calciatore svedese
- 4 settembre - Igor Cavalera, batterista brasiliano
- 4 settembre - Gabriele Cerlini, disc jockey e produttore discografico italiano
- 4 settembre - John Garcia, cantante statunitense
- 4 settembre - Giuliano Gentilini, allenatore di calcio e ex calciatore italiano
- 4 settembre - Deni Hines, cantante e attrice australiana
- 4 settembre - Ivan Iusco, compositore e produttore discografico italiano
- 4 settembre - Koldo, allenatore di calcio e ex calciatore andorrano
- 4 settembre - Mr. Marcus, attore pornografico statunitense
- 4 settembre - Filippo Nogarin, politico italiano
- 4 settembre - Gudmund Skjeldal, ex fondista norvegese
- 4 settembre - Ione Skye, attrice britannica
- 4 settembre - Ferruccio Spinetti, contrabbassista e compositore italiano
- 5 settembre - Addis Abebe, ex mezzofondista e maratoneta etiope
- 5 settembre - Michael D. Akers, produttore cinematografico, regista e scenografo statunitense
- 5 settembre - Eszter Bakai, ex cestista ungherese
- 5 settembre - Brad Hopkins, ex giocatore di football americano statunitense
- 5 settembre - Kim Hye-soo, attrice sudcoreana
- 5 settembre - Lee Lai Shan, velista hongkonghese
- 5 settembre - Francesca Porcellato, atleta paralimpica, fondista e paraciclista italiana
- 5 settembre - Johnny Vegas, attore e comico britannico
- 5 settembre - Maher Zdiri, ex calciatore tunisino
- 5 settembre - Csaba dalla Zorza, personaggio televisivo, conduttrice televisiva e scrittrice italiana
- 6 settembre - Umberto Calcagno, ex calciatore italiano
- 6 settembre - DJ Spooky, musicista e disc jockey statunitense
- 6 settembre - Kim English, cantante statunitense († 2019)
- 6 settembre - Dean Fertita, polistrumentista e cantautore statunitense
- 6 settembre - Stéphane Guivarc'h, ex calciatore francese
- 6 settembre - Kinga Gál, politica ungherese
- 6 settembre - Anna Hanski, cantante finlandese
- 6 settembre - Paulo Madeira, ex calciatore angolano
- 6 settembre - Jon Newsome, ex calciatore inglese
- 6 settembre - Harjit Sajjan, politico e militare canadese
- 6 settembre - Darren Treacy, ex calciatore inglese
- 7 settembre - Monique Gabriela Curnen, attrice statunitense
- 7 settembre - Nanne Dahlman, ex tennista finlandese
- 7 settembre - Gao Min, ex tuffatrice cinese
- 7 settembre - Giovane Gávio, allenatore di pallavolo, ex pallavolista e ex giocatore di beach volley brasiliano
- 7 settembre - Gualtiero Isacchi, arcivescovo cattolico italiano
- 7 settembre - Steven Maeda, produttore cinematografico e sceneggiatore statunitense
- 7 settembre - Minka, attrice pornografica e modella sudcoreana
- 7 settembre - Tom Everett Scott, attore statunitense
- 7 settembre - N'Bushe Wright, attrice statunitense
- 7 settembre - Wiesław Ziemianin, ex biatleta polacco
- 8 settembre - Roberto Arduini, giornalista, saggista e traduttore italiano
- 8 settembre - Dejan Bauman, ex calciatore sloveno
- 8 settembre - Serena Bortone, giornalista, conduttrice televisiva e autrice televisiva italiana
- 8 settembre - Roberto Carcelen, ex fondista peruviano
- 8 settembre - Neko Case, cantautrice e musicista statunitense
- 8 settembre - Quentin Harris, disc jockey statunitense
- 8 settembre - Patricia Hernández, ex cestista spagnola
- 8 settembre - Benny Ibarra, cantante, attore e musicista messicano
- 8 settembre - Dīmītrīs Itoudīs, allenatore di pallacanestro greco
- 8 settembre - Motoko Kumai, doppiatrice giapponese
- 8 settembre - Félicien Ntambue Kasembe, arcivescovo cattolico della Repubblica Democratica del Congo
- 8 settembre - Marcial Salazar, ex calciatore peruviano
- 8 settembre - Latrell Sprewell, ex cestista statunitense
- 8 settembre - Timur Tajmazov, ex sollevatore sovietico
- 8 settembre - Lars Vogt, pianista tedesco († 2022)
- 8 settembre - Andy Ward, ex rugbista a 15, allenatore di rugby a 15 e preparatore atletico neozelandese
- 8 settembre - Mark Watson, allenatore di calcio e ex calciatore canadese
- 8 settembre - Clarence Weatherspoon, ex cestista statunitense
- 9 settembre - Warren Barrett, ex calciatore giamaicano
- 9 settembre - Jurij Ferrini, attore e regista teatrale italiano
- 9 settembre - Warren Kidd, ex cestista statunitense
- 9 settembre - Augusto Mónaco, allenatore di calcio a 5 e ex giocatore di calcio a 5 argentino
- 9 settembre - Kurt Nogan, ex calciatore gallese
- 9 settembre - Sascha Paeth, chitarrista, produttore discografico e tecnico del suono tedesco
- 9 settembre - Andi Rauschmeier, ex saltatore con gli sci austriaco
- 9 settembre - César Rosales, ex calciatore peruviano
- 9 settembre - Natalia Streignard, attrice spagnola
- 9 settembre - Qairat Toksanbaev, ex giocatore di calcio a 5 kazako
- 10 settembre - Yossi Abukasis, allenatore di calcio e ex calciatore israeliano
- 10 settembre - Nathalie Beausire, ex biatleta francese
- 10 settembre - Martina Bobrovská, ex cestista ceca
- 10 settembre - Anna Book, cantante svedese
- 10 settembre - Dinei, ex calciatore brasiliano
- 10 settembre - Dean Gorré, allenatore di calcio, dirigente sportivo e ex calciatore olandese
- 10 settembre - Julie Halard-Decugis, ex tennista francese
- 10 settembre - Laura Lapi, ex tennista italiana
- 10 settembre - Toomas Liivak, ex cestista estone
- 10 settembre - Jeff Marx, paroliere e compositore statunitense
- 10 settembre - Phaswane Mpe, romanziere e poeta sudafricano († 2004)
- 10 settembre - Tim Plester, attore, sceneggiatore e regista britannico
- 10 settembre - Larry Sullivan, attore statunitense
- 10 settembre - Alejandro Sánchez, ex calciatore spagnolo
- 10 settembre - Neera Tanden, politica statunitense
- 11 settembre - Fanny Cadeo, attrice, personaggio televisivo e cantante italiana
- 11 settembre - Massimiliano Cutrera, attore e ballerino italiano
- 11 settembre - Fabio Gallo, allenatore di calcio e ex calciatore italiano
- 11 settembre - Taraji P. Henson, attrice e cantante statunitense
- 11 settembre - Safiria Leccese, giornalista e conduttrice televisiva italiana
- 11 settembre - Mariano Piccoli, ex ciclista su strada italiano
- 11 settembre - Paul B. Preciado, scrittore e filosofo spagnolo
- 11 settembre - Dan Quinn, allenatore di football americano statunitense
- 11 settembre - Sanjay Shah, imprenditore britannico
- 11 settembre - John Spencer, allenatore di calcio e ex calciatore scozzese
- 11 settembre - Tat Sun Chan, ex calciatore macaense
- 11 settembre - Laura Wright, attrice televisiva statunitense
- 12 settembre - Davide Arcangeli, designer italiano († 2000)
- 12 settembre - Reinhold Breu, allenatore di calcio, dirigente sportivo e ex calciatore tedesco
- 12 settembre - Will Chase, attore e cantante statunitense
- 12 settembre - Lady Hardmon, ex cestista e allenatrice di pallacanestro statunitense
- 12 settembre - Josh Hopkins, attore statunitense
- 12 settembre - Pierre Laigle, ex calciatore francese
- 12 settembre - Nathan Larson, musicista e compositore statunitense
- 12 settembre - O Seong-sik, ex cestista sudcoreano
- 12 settembre - José Santa, allenatore di calcio e ex calciatore colombiano
- 12 settembre - Alfonso Stoute, ex cestista panamense
- 12 settembre - Roman Trocenko, imprenditore russo
- 12 settembre - Robert Werdann, ex cestista e allenatore di pallacanestro statunitense
- 12 settembre - Zoran Živković, ex calciatore croato
- 12 settembre - Lucrezio de Seta, batterista, percussionista e produttore discografico italiano
- 13 settembre - Everton Giovanella, ex calciatore brasiliano
- 13 settembre - Martín Herrera, ex calciatore argentino
- 13 settembre - Louise Lombard, attrice britannica
- 13 settembre - Yuki Matsuoka, attrice e doppiatrice giapponese
- 13 settembre - Luke Sauder, ex sciatore alpino canadese
- 13 settembre - Alexander Thaler, ex hockeista su ghiaccio italiano
- 13 settembre - Jean-Luc Vannuchi, allenatore di calcio e ex calciatore francese
- 14 settembre - Akinyele, rapper statunitense
- 14 settembre - Mike Burns, dirigente sportivo e ex calciatore statunitense
- 14 settembre - Francesco Casagrande, mountain biker e ex ciclista su strada italiano
- 14 settembre - Chryste Gaines, ex velocista statunitense
- 14 settembre - Robert Ben Garant, attore, regista e comico statunitense
- 14 settembre - Janne Hyppönen, allenatore di calcio finlandese
- 14 settembre - Ketanji Brown Jackson, giudice statunitense
- 14 settembre - Satoshi Kojima, wrestler giapponese
- 14 settembre - Farah White, attrice, regista e produttrice cinematografica statunitense
- 14 settembre - Crawford Palmer, ex cestista statunitense
- 14 settembre - Simone Resta, ingegnere italiano
- 14 settembre - Laura Romano, doppiatrice e attrice italiana
- 15 settembre - Mauro Bertarelli, dirigente sportivo, allenatore di calcio e ex calciatore italiano
- 15 settembre - Marco Nicolini, politico e scrittore sammarinese
- 15 settembre - Maximilian Nisi, attore e regista teatrale italiano
- 15 settembre - Bachirou Salou, ex calciatore togolese
- 15 settembre - Svetlana Zacharova, ex maratoneta russa
- 16 settembre - Alfredo Aglietti, allenatore di calcio e ex calciatore italiano
- 16 settembre - Fabrizio Casazza, allenatore di calcio e ex calciatore italiano
- 16 settembre - Doug Cockle, attore, direttore del doppiaggio e doppiatore statunitense
- 16 settembre - Gabriele Coen, sassofonista, clarinettista e flautista italiano
- 16 settembre - Giorge Díaz, ex giocatore di baseball cubano
- 16 settembre - Sandi Simcha DuBowski, regista e produttore cinematografico statunitense
- 16 settembre - Tamron Hall, giornalista e conduttrice televisiva statunitense
- 16 settembre - Kunio Nagayama, ex calciatore giapponese
- 16 settembre - Jurij Nykyforov, ex calciatore sovietico
- 16 settembre - Shinsuke Sato, regista e sceneggiatore giapponese
- 17 settembre - William Brent Bell, regista e sceneggiatore statunitense
- 17 settembre - Jean-Robert Bellande, imprenditore, giocatore di poker e personaggio televisivo statunitense
- 17 settembre - Mark Brunell, ex giocatore di football americano statunitense
- 17 settembre - Bill Coffin, autore di giochi e scrittore statunitense
- 17 settembre - Francisco Flaminio Ferreira, ex calciatore paraguaiano
- 17 settembre - Jimmy Hayward, regista, sceneggiatore e animatore canadese
- 17 settembre - Mark Osborne, regista, sceneggiatore e animatore statunitense
- 17 settembre - Andrejs Piedels, allenatore di calcio e ex calciatore lettone
- 17 settembre - Tam Siu Wai, ex calciatore e ex giocatore di calcio a 5 hongkonghese
- 17 settembre - Seydou Traoré, ex calciatore burkinabé
- 18 settembre - Alejandro Agag, imprenditore e politico spagnolo
- 18 settembre - Vinny Arkins, ex calciatore irlandese
- 18 settembre - Svetlana Černousova, ex biatleta russa
- 18 settembre - Stephan Keller, politico tedesco
- 18 settembre - Paul Lindholm, ex calciatore finlandese
- 18 settembre - Michela Rocco di Torrepadula, conduttrice televisiva, attrice e ex modella italiana
- 18 settembre - Didier Rous, dirigente sportivo e ex ciclista su strada francese
- 18 settembre - Aisha Tyler, attrice e scrittrice statunitense
- 19 settembre - Sonny Anderson, allenatore di calcio e ex calciatore brasiliano
- 19 settembre - Tim Breaux, ex cestista statunitense
- 19 settembre - Tomasz Brożyna, dirigente sportivo e ex ciclista su strada polacco
- 19 settembre - Massimiliano Cagelli, ex nuotatore italiano
- 19 settembre - Gilbert Dionne, ex hockeista su ghiaccio canadese
- 19 settembre - Scott Haskin, ex cestista statunitense
- 19 settembre - Antoine Hey, allenatore di calcio, dirigente sportivo e ex calciatore tedesco
- 19 settembre - Mariano Hoyas, ex calciatore spagnolo
- 19 settembre - Yuka Imai, doppiatrice giapponese
- 19 settembre - Luís Fernando Silva, ex cestista brasiliano
- 19 settembre - Takanori Nishikawa, cantante, attore teatrale e stilista giapponese
- 19 settembre - Mirjalol Qosimov, allenatore di calcio e ex calciatore uzbeko
- 19 settembre - Sergio Reggioli, polistrumentista italiano
- 19 settembre - Antti Törmänen, ex hockeista su ghiaccio finlandese
- 19 settembre - Gianni Vezzosi, cantautore italiano
- 19 settembre - Philippe Violeau, ex calciatore francese
- 19 settembre - Wendol Williams, calciatore anglo-verginiano († 2010)
- 20 settembre - Auro Bulbarelli, giornalista, telecronista sportivo e dirigente pubblico italiano
- 20 settembre - John Copeland, ex giocatore di football americano statunitense
- 20 settembre - Mathias Cormann, politico e diplomatico australiano
- 20 settembre - Nicola Da Rin, ex hockeista su ghiaccio e allenatore di hockey su ghiaccio italiano
- 20 settembre - Megan Dodds, attrice statunitense
- 20 settembre - Beat Grögli, vescovo cattolico svizzero
- 20 settembre - Massimiliano Mannucci, astronomo italiano
- 20 settembre - Kaya Matsutani, doppiatrice giapponese
- 20 settembre - Élisabeth Moreno, dirigente d'azienda e politica francese
- 20 settembre - David Nainkin, allenatore di tennis e ex tennista sudafricano
- 20 settembre - Gert Verheyen, allenatore di calcio e ex calciatore belga
- 21 settembre - Rob Benedict, attore statunitense
- 21 settembre - Stefano Calvagna, attore, sceneggiatore e regista italiano
- 21 settembre - John Cudia, attore, cantante e attore teatrale statunitense
- 21 settembre - Melissa Ferrick, cantautrice e musicista statunitense
- 21 settembre - Matt Grosjean, ex sciatore alpino statunitense
- 21 settembre - James Lesure, attore statunitense
- 21 settembre - Armando Matteo, presbitero e teologo italiano
- 21 settembre - Martin Ostermeier, attore tedesco
- 21 settembre - Samantha Power, diplomatica e giornalista statunitense
- 21 settembre - Tomasz Sokołowski, ex calciatore polacco
- 21 settembre - Steve Vawamas, bassista italiano
- 22 settembre - Krzysztof Bukalski, ex calciatore polacco
- 22 settembre - Marc-Kevin Goellner, ex tennista tedesco
- 22 settembre - Bruno Hamm, ex cestista francese
- 22 settembre - Toni Lima, ex calciatore andorrano
- 22 settembre - Rupert Penry-Jones, attore britannico
- 22 settembre - Emmanuel Petit, ex calciatore francese
- 22 settembre - Chris Tallman, attore e comico statunitense
- 22 settembre - Paul Yeboah, attivista ghanese († 2021)
- 23 settembre - Ed Book, ex cestista statunitense
- 23 settembre - Marcelo Capalbo, ex cestista e allenatore di pallacanestro uruguaiano
- 23 settembre - Lucia Cifarelli, cantante statunitense
- 23 settembre - Ani DiFranco, cantautrice e chitarrista statunitense
- 23 settembre - Matt Nover, allenatore di pallacanestro e ex cestista statunitense
- 23 settembre - Snežana Pajkić, ex mezzofondista serba
- 23 settembre - Andrea Romeo, dirigente sportivo e ex arbitro di calcio italiano
- 23 settembre - Wolfgang Schmidt, politico tedesco
- 23 settembre - Randy Woods, ex cestista statunitense
- 24 settembre - Curtis Blair, ex cestista e arbitro di pallacanestro statunitense
- 24 settembre - Karen Forkel, ex giavellottista tedesca
- 24 settembre - Marc Guggenheim, sceneggiatore e produttore televisivo statunitense
- 24 settembre - Gabriella Lantos-Romacz, schermitrice ungherese
- 24 settembre - Ingrid Laubrock, sassofonista tedesca
- 24 settembre - Freddy León, ex calciatore colombiano
- 24 settembre - Chris Obi, attore britannico
- 24 settembre - Aleksandrina Pendačanska, soprano bulgaro
- 24 settembre - Silvia Poll, ex nuotatrice costaricana
- 24 settembre - Leonardo Ruiz, ex giocatore di calcio a 5 argentino
- 24 settembre - Vanessa Taylor, sceneggiatrice e produttrice televisiva statunitense
- 24 settembre - Imre Tiidemann, pentatleta estone
- 24 settembre - Jimmy Vérove, ex cestista e allenatore di pallacanestro francese
- 24 settembre - Anselm van der Linde, abate sudafricano
- 25 settembre - Ernesto Alterio, attore argentino
- 25 settembre - David Benioff, scrittore e sceneggiatore statunitense
- 25 settembre - Yavuz Çetin, chitarrista e cantante turco († 2001)
- 25 settembre - Federica Chiavaroli, politica italiana
- 25 settembre - Xavier Fournier-Bidoz, allenatore di sci alpino e ex sciatore alpino francese
- 25 settembre - Filippo Gatti, cantautore, musicista e produttore discografico italiano
- 25 settembre - Aja Kong, wrestler giapponese
- 25 settembre - Valisia LeKae, attrice e cantante statunitense
- 25 settembre - Alessandra Montrucchio, scrittrice e traduttrice italiana
- 25 settembre - Rasa Polikevičiūtė, ex ciclista su strada lituana
- 25 settembre - Paul Pope, fumettista statunitense
- 25 settembre - Piero Trellini, scrittore, giornalista e autore televisivo italiano
- 26 settembre - Daryl Beattie, pilota motociclistico australiano
- 26 settembre - Igor Boraska, canottiere e bobbista croato
- 26 settembre - Ricardo Canals, ex calciatore e procuratore sportivo uruguaiano
- 26 settembre - Sergio Castillo, ex calciatore argentino
- 26 settembre - Paolo di Sabatino, pianista e compositore italiano
- 26 settembre - Mia Engberg, regista, produttrice cinematografica e sceneggiatrice svedese
- 26 settembre - Marco Etcheverry, ex calciatore e allenatore di calcio boliviano
- 26 settembre - Frank Guinta, politico statunitense
- 26 settembre - Yukio Iketani, ex ginnasta giapponese
- 26 settembre - Adrian Littlejohn, ex calciatore inglese
- 26 settembre - Pierre Lueders, ex bobbista canadese
- 26 settembre - Sheri Moon, attrice cinematografica, modella e ballerina statunitense
- 26 settembre - Jan Moons, politico e ex calciatore belga
- 26 settembre - Ignazio Oliva, attore italiano
- 26 settembre - Rich Piana, culturista, imprenditore e youtuber statunitense († 2017)
- 26 settembre - José Antonio Pikabea, ex calciatore spagnolo
- 26 settembre - Ivo Rabanser, alpinista e scrittore italiano
- 26 settembre - Trevor Ruffin, ex cestista e allenatore di pallacanestro statunitense
- 26 settembre - Leonīds Tambijevs, ex hockeista su ghiaccio lettone
- 26 settembre - Cecilia Vennersten, cantante svedese
- 27 settembre - Robert Burbano, ex calciatore ecuadoriano
- 27 settembre - Tamás Bódog, allenatore di calcio e ex calciatore ungherese
- 27 settembre - Stef Kamil Carlens, artista e musicista belga
- 27 settembre - Marcus Gayle, ex calciatore giamaicano
- 27 settembre - John Maduka, allenatore di calcio e ex calciatore malawiano
- 27 settembre - Pedro Mairal, scrittore argentino
- 27 settembre - Anders Michelsen, ex calciatore norvegese
- 27 settembre - Thomas Michelsen, ex calciatore norvegese
- 27 settembre - Anna Richardson, conduttrice televisiva britannica
- 27 settembre - Shin Bum-chul, ex calciatore sudcoreano
- 27 settembre - Mattias Sunneborn, ex lunghista svedese
- 27 settembre - Tamara Taylor, attrice canadese
- 27 settembre - Norito Yashima, attore e doppiatore giapponese
- 28 settembre - Saïd Chiba, allenatore di calcio e ex calciatore marocchino
- 28 settembre - Kimiko Date, ex tennista giapponese
- 28 settembre - Bob Persichetti, regista, sceneggiatore e animatore statunitense
- 28 settembre - Carlo Piccoli, nuotatore italiano
- 28 settembre - Wilson Luís Seneme, arbitro di calcio brasiliano
- 28 settembre - Vincenzo Tanassi, attore italiano
- 28 settembre - Roy Wassberg, allenatore di calcio e ex calciatore norvegese
- 28 settembre - Mark Williams, ex calciatore nordirlandese
- 29 settembre - Vladimir Balić, ex calciatore croato
- 29 settembre - Noumandiez Doué, ex arbitro di calcio ivoriano
- 29 settembre - Marco Falaguasta, attore e commediografo italiano
- 29 settembre - Natasha Gregson Wagner, attrice statunitense
- 29 settembre - Roland Kirchler, allenatore di calcio, dirigente sportivo e ex calciatore austriaco
- 29 settembre - AMG, rapper statunitense
- 29 settembre - Emily Lloyd, attrice britannica
- 29 settembre - Chris Mims, giocatore di football americano statunitense († 2008)
- 29 settembre - Nicolás Pereira, ex tennista e telecronista sportivo venezuelano
- 29 settembre - Russell Peters, comico e attore canadese
- 29 settembre - Yoshihiro Tajiri, wrestler giapponese
- 29 settembre - Nicolas Winding Refn, regista, sceneggiatore e produttore cinematografico danese
- 30 settembre - Graziano Battistini, procuratore sportivo e ex calciatore italiano
- 30 settembre - Ariel Betancourt, ex calciatore cubano
- 30 settembre - Brian Clifford, ex cestista statunitense
- 30 settembre - Carmine Esposito, allenatore di calcio e ex calciatore italiano
- 30 settembre - Tony Hale, comico e attore statunitense
- 30 settembre - Aceyalone, rapper statunitense
- 30 settembre - Yūto Kazama, doppiatore giapponese
- 30 settembre - Lorena Meritano, attrice e modella argentina
- 30 settembre - Damian Mori, allenatore di calcio e ex calciatore australiano
- 30 settembre - Alexander Mosquera, ex giocatore di calcio a 5 cubano
- 30 settembre - Alistair Petrie, attore britannico
- 30 settembre - Eric Piatkowski, ex cestista statunitense
- 30 settembre - Gianni Recupido, ex cestista e allenatore di pallacanestro italiano
- 30 settembre - Casey Schmidt, ex cestista statunitense
- 30 settembre - Paolo Scquizzato, presbitero e scrittore italiano
- 30 settembre - Máximo Tenorio, ex calciatore ecuadoriano
- 30 settembre - Sergej Šustikov, calciatore e allenatore di calcio russo († 2016)